# Привітне (Коростенський район)

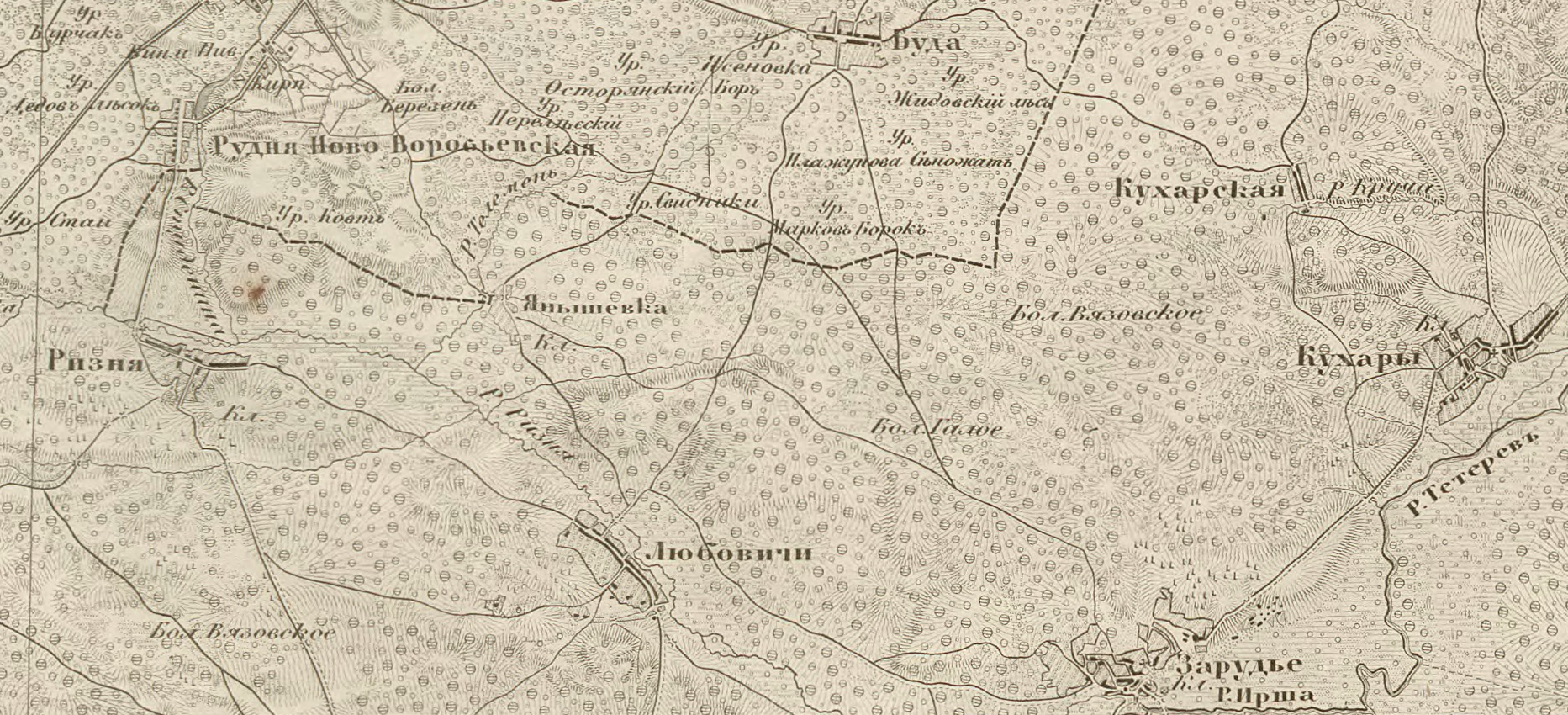
Привітне (Янишівка) на російській військово-топографічній мапі Київської губернії, 1868 рік

Приві́тне (колишні назви: Янишівка, Іванівка) —  село в Україні, у Коростенському районі Житомирської області. Населення становить 28 осіб. Входить до складу Малинської міської громади.

## Історія
Село зазнало обстрілів 29 березня під час вторгнення Росії в Україну 2022 року.

## Населення

### Мова
Розподіл населення за рідною мовою за даними перепису 2001 року:
| Мова       | Кількість | Відсоток |
| ---------- | --------- | -------- |
| українська | 26        | 92.86%   |
| російська  | 2         | 7.14%    |
| Усього     | 28        | 100%     |